# Inauguração de um rolo da Torá

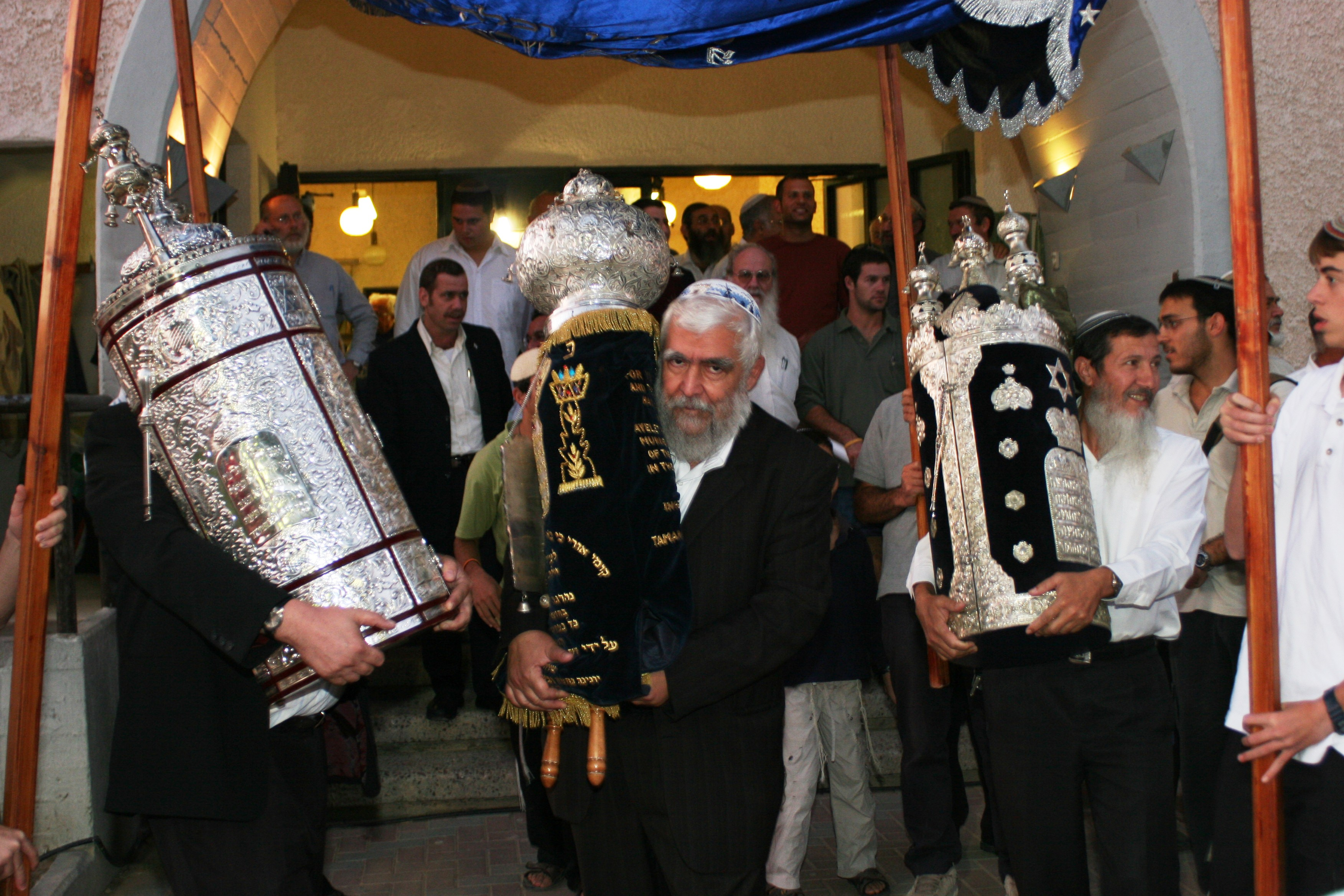
Rolos da Torá são escoltados para uma nova sinagoga em Kfar Maimon, Israel, 2006

Inauguração de um rolo da Torá (em hebraico: הכנסת ספר תורה, Hachnasat Sefer Torah, asquenaze: Hachnosas Sefer Torah) é uma cerimônia na qual um ou mais rolos da Torá são instalados em uma sinagoga, ou no santuário ou sala de estudos de uma yeshiva, faculdade rabínica, campus universitário, casa de repouso, base militar ou outra instituição, para uso durante os serviços de oração. A cerimônia de inauguração é realizada para rolos novos e restaurados, bem como para a transferência de rolos da Torá de um santuário para outro.
Se o rolo da Torá for novo, a cerimônia começa com a escrita das últimas letras do rolo na casa do doador. Todos os rolos são então carregados em uma procissão ao ar livre para o novo lar do rolo, caracterizada por canto, dança e acompanhamento musical. Dentro do santuário, há mais canto e dança, um breve serviço de oração, colocação do rolo na arca da Torá e uma seudat mitzvah (refeição festiva).

## Contexto
A mitzvá de escrever um rolo da Torá é o último dos 613 mandamentos. Pode-se cumprir essa mitzvá escrevendo um rolo você mesmo, ou encomendando a escrita de um rolo.

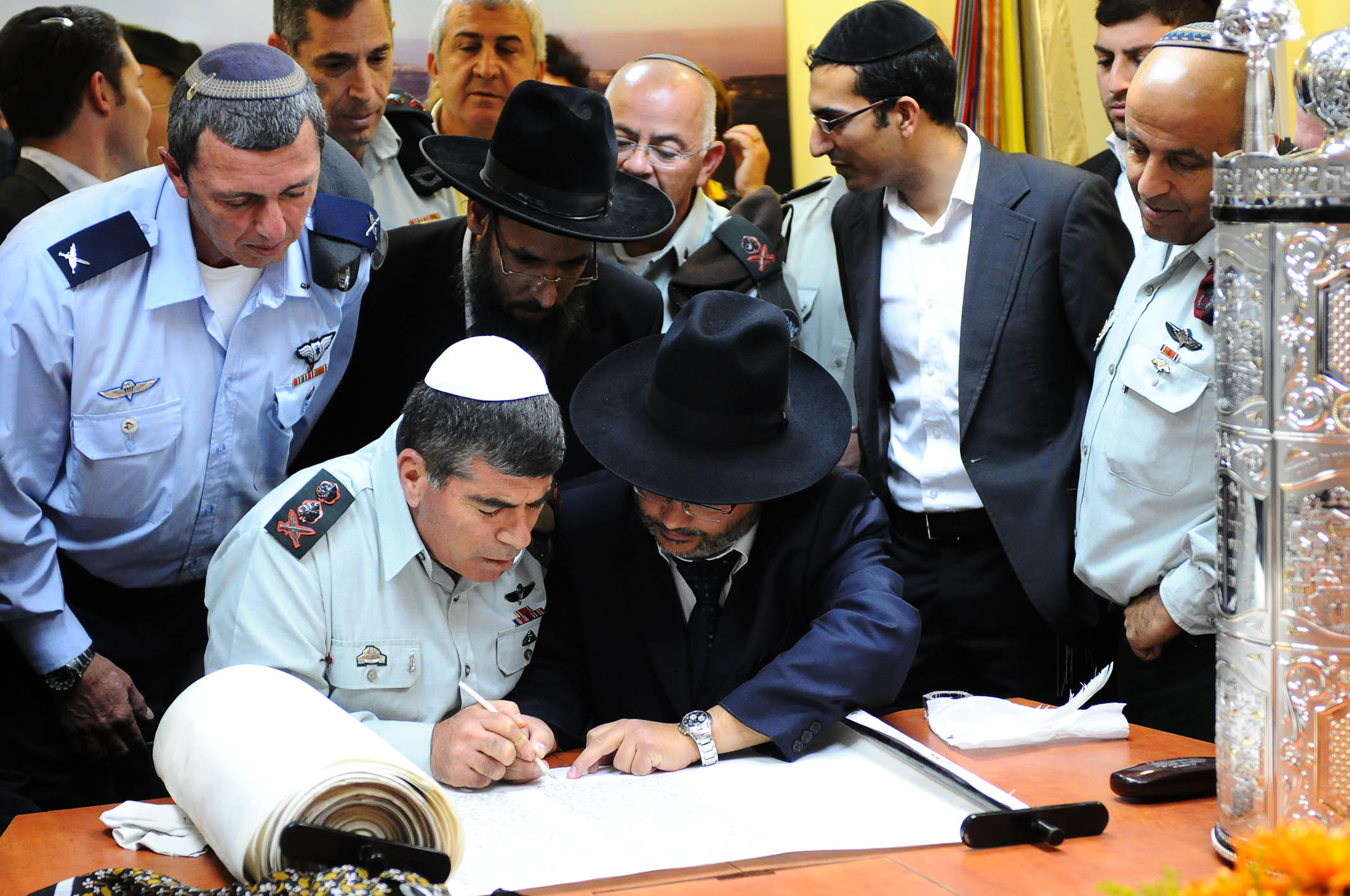
O chefe do Estado-Maior israelense, Gabi Ashkenazi, é homenageado com a redação das últimas cartas de um rolo da Torá dedicado ao bem-estar dos soldados desaparecidos ou sequestrados das FDI na Base Rabin em Tel Aviv, 2010

Os rolos da Torá são normalmente encomendados por indivíduos para homenagear ou homenagear entes queridos; alternativamente, um grupo ou comunidade pode patrocinar a escrita de um rolo da Torá para homenagear um ou mais de seus membros, especialmente aqueles que foram mortos por serem judeus. Os rolos da Torá também podem ser encomendados como um projeto de arrecadação de fundos para sinagogas, yeshivas e organizações; indivíduos "compram" letras, palavras, versículos e capítulos para cobrir o custo do rolo. O custo de escrever um rolo da Torá é estimado em US$ 30.000 a US$ 100.000.
O rolo da Torá finalizado é usado durante os serviços de oração em uma sinagoga ou outro santuário, como o de uma yeshiva, faculdade rabínica, campus universitário, casa de repouso, base militar ou outra instituição. O rolo da Torá é retirado e lido quatro vezes por semana – na manhã de Shabat, na tarde de Shabat e nas manhãs de segunda e quinta-feira – bem como em Yom Tov, Rosh Chodesh e dias de jejum judaico.

## História
A escolta de um rolo da Torá para seu novo lar tem sua origem na procissão da Arca da Aliança para Jerusalém, liderada pelo Rei Davi. Conforme descrito no Livro de Samuel, este evento foi marcado pela dança e pela execução de instrumentos musicais. Tanto os kohanim quanto o próprio Davi "dançaram diante da Arca" ou "dançaram diante do Senhor".

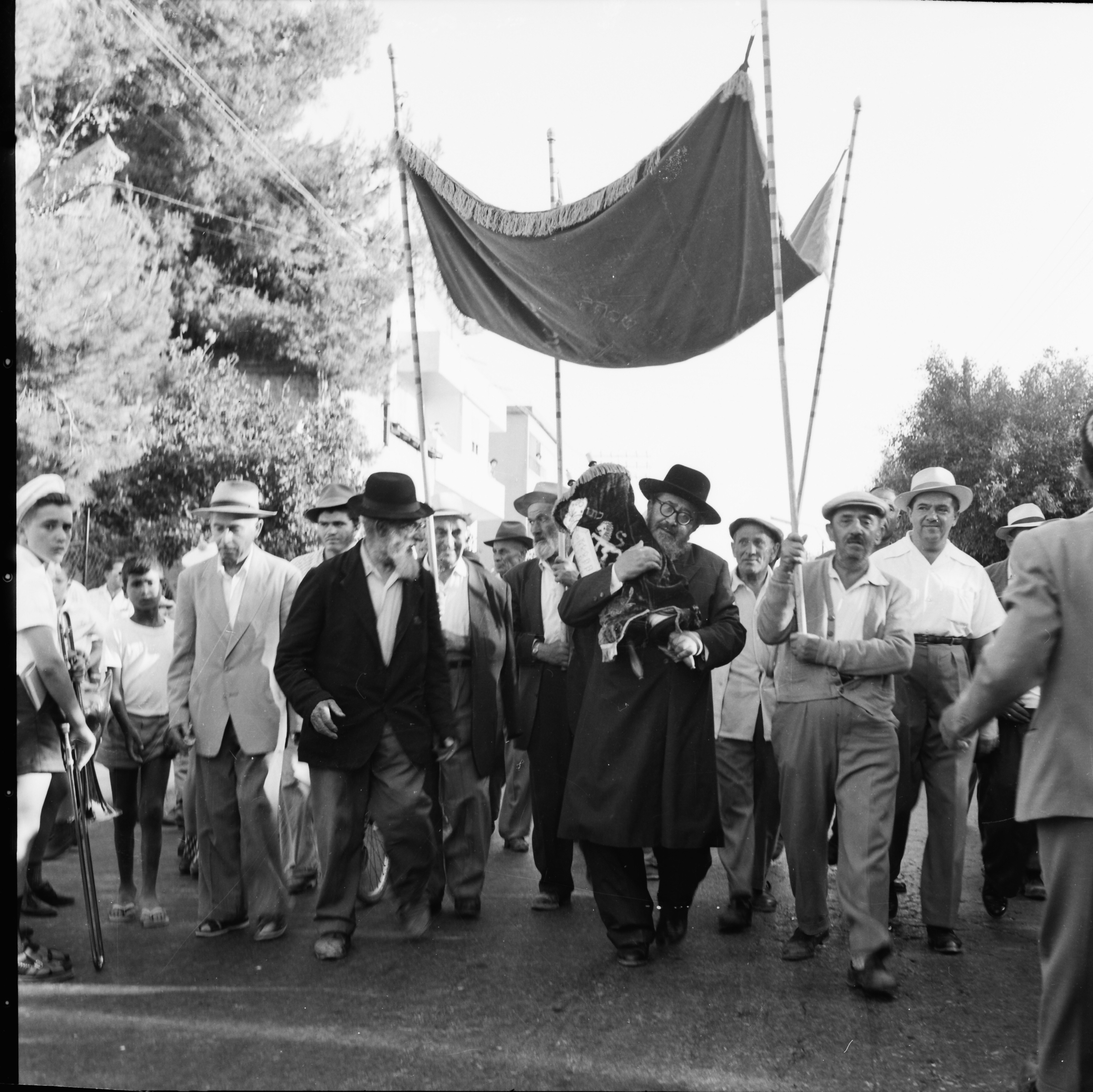
Procissão de Hachnasat Sefer Torah em Lod, Israel, início da década de 1960

A cerimônia de inauguração é realizada para rolos da Torá novos e restaurados. Também é realizada quando uma sinagoga se muda para um novo local, ou quando os rolos são transferidos de uma instituição para outra. Em 2008, por exemplo, os congregantes do Templo Emanuel de North Jersey carregaram 15 rolos da Torá para seu novo santuário em Paterson em uma procissão de gala.

## Descrição da cerimônia

### Escrevendo as letras finais
Se o rolo da Torá for novo, o evento começa com uma cerimônia chamada siyum haTorah (conclusão da Torá) ou kesivas haosiyos (escrita das letras), na qual as letras finais no final do rolo são pintadas pelos homenageados. Essa cerimônia geralmente acontece na casa de quem está doando o rolo. A base para essa prática é um ensinamento talmúdico de que quem corrige uma letra em um rolo da Torá ganha o mesmo mérito de quem escreve um rolo inteiro da Torá. É considerado uma grande honra ser selecionado para escrever uma das últimas letras. Como a maioria das pessoas não são escribas profissionais, muitos escribas esboçam as letras finais de antemão para os homenageados preencherem.

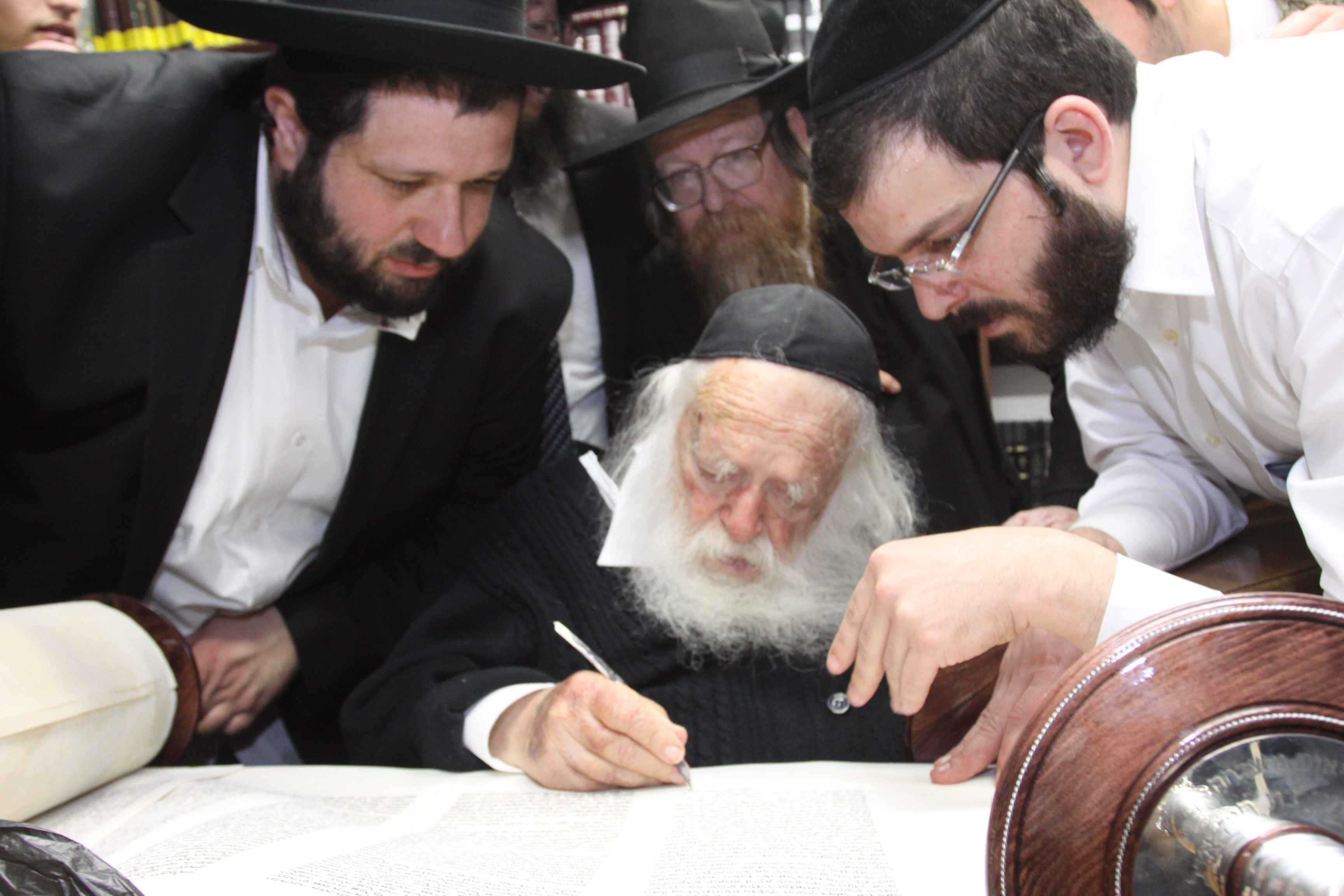
O rabino Chaim Kanievsky escreve as letras finais de um novo rolo da Torá, 2014

Nas comunidades asquenazes, o rolo da Torá é então vestido com seu manto e faixa, e adornado com sua coroa e um yad (ponteiro); nas comunidades sefarditas, o rolo é colocado em uma caixa ornamental de madeira ou prata. Após a leitura responsiva de vários versículos, a procissão começa.

### Procissão ao ar livre

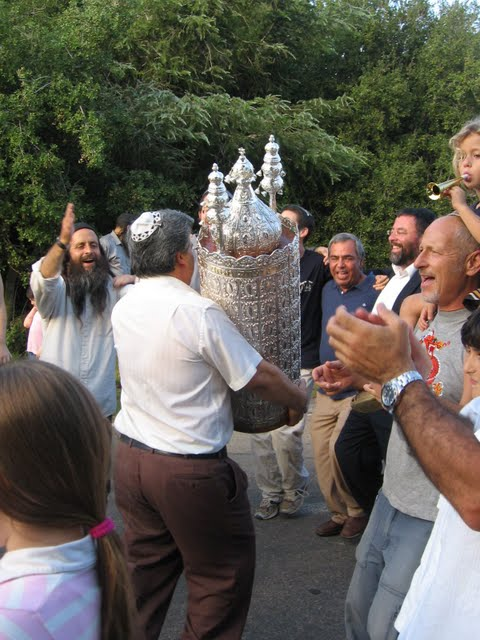
Uma procissão de Hachnasat Sefer Torah em Mitzpe Hila, 2009

O rolo da Torá é levado para seu novo lar em uma procissão ao ar livre, frequentada por homens, mulheres e crianças. A procissão pode ocorrer de dia ou de noite. Este evento pode atrair centenas e até milhares de participantes.
O rolo ou rolos são carregados sob uma chupá (tenda onde se realizam casamentos), pois "a aceitação da Torá é vista como análoga a um casamento com Deus". A chupá pode ser tão simples quanto um talit apoiado por quatro postes, ou um dossel de veludo apoiado por postes.

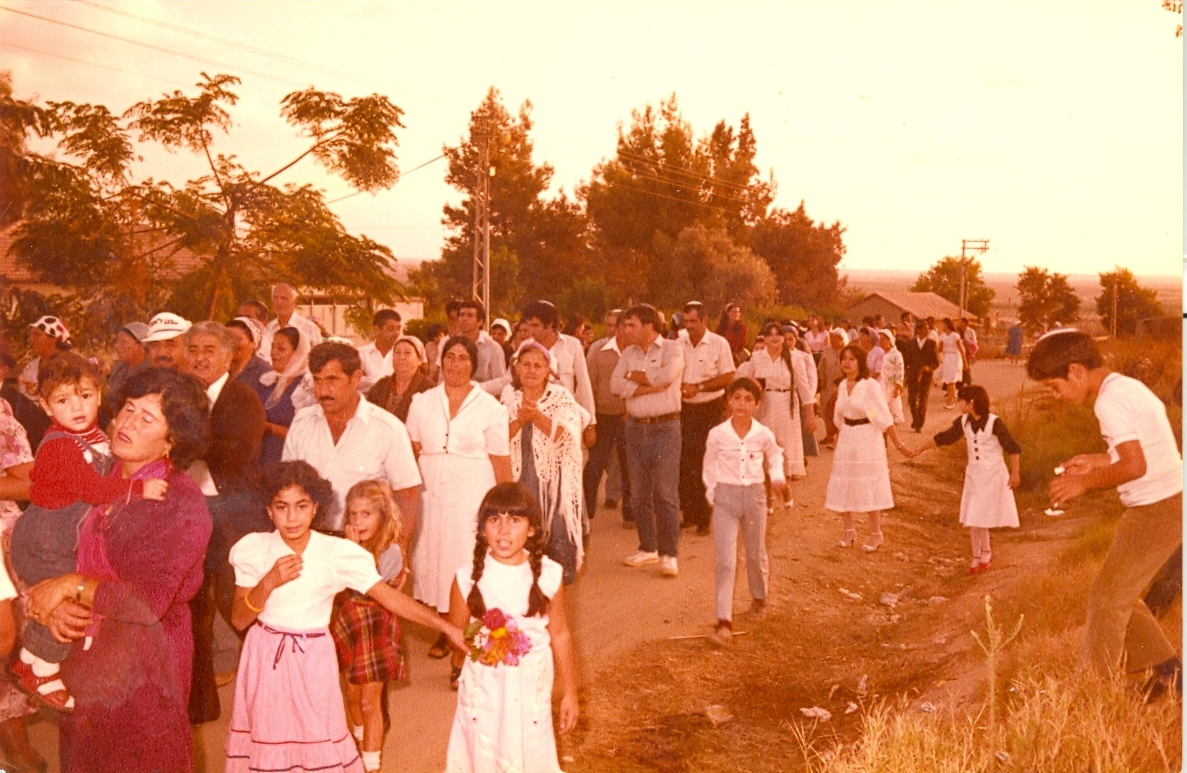
Membros de Mlilot acompanham o primeiro rolo da Torá do moshav até sua nova casa, por volta de 1982

O doador do rolo, familiares, amigos e outros homenageados se revezam carregando o rolo da Torá durante a procissão. Crianças em idade escolar geralmente lideram a procissão com bandeiras, velas ou tochas. Todos os jovens presentes recebem uma sacola de brindes patrocinada pelo doador.
Canto, dança e tocar instrumentos musicais tradicionalmente acompanham a procissão. Na Itália pós-medieval, poemas especiais foram escritos em homenagem à ocasião. Uma criação do século XX, o Caminhão Hachnasat Sefer Torah  – ostentando luzes piscantes, um sistema de som e uma coroa da Torá de grandes dimensões em seu teto – pode dirigir na frente da procissão.
Se a procissão estiver sendo realizada nas ruas da cidade, os organizadores devem obter uma autorização para o desfile. Carros de polícia geralmente bloqueiam a rota do desfile e acompanham os celebrantes enquanto eles se movem pelas ruas. Uma procissão pode levar uma hora ou mais, dependendo da rota escolhida.

### Dentro do santuário

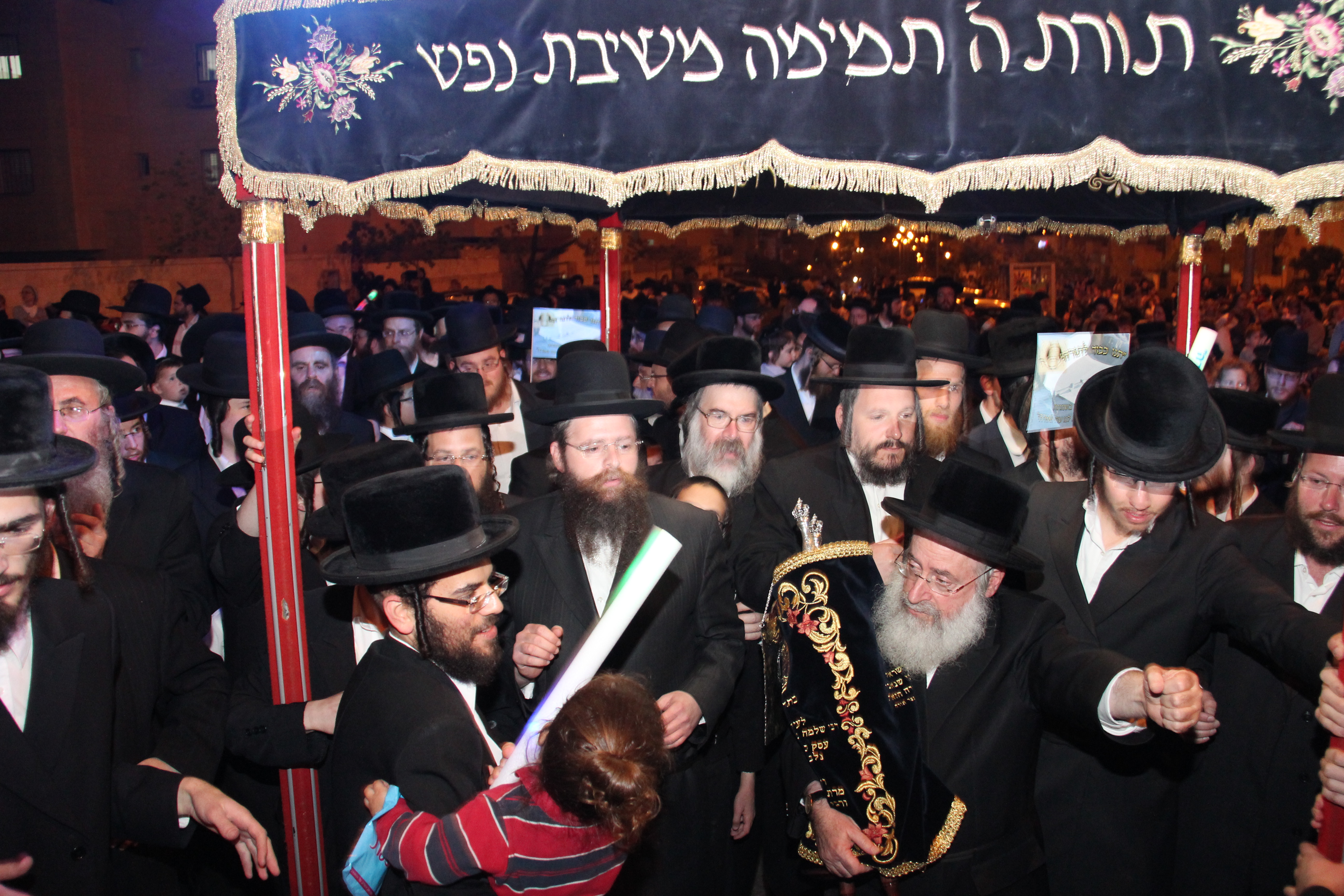
Uma procissão noturna em Beitar Illit, 2014

Quando a procissão se aproxima da sinagoga, yeshiva ou outro destino, os outros rolos da Torá que já estão alojados na arca do santuário são removidos e levados para fora para "dar as boas-vindas" ao novo rolo; então todos os rolos são levados para dentro juntos.
Dentro do santuário, orações públicas são recitadas no estilo de Simchat Torá, começando com a oração Atah hareisa (Você foi mostrado). Então os homens e meninos presentes dançam sete hakafot (circuitos) ao redor da mesa do leitor enquanto seguram todos os rolos da Torá, semelhante às celebrações da sinagoga em Simchat Torá. Depois disso, os rolos da Torá que já pertencem ao santuário são devolvidos à arca e o novo rolo da Torá é colocado na mesa do leitor. O doador do pergaminho diz a bênção de Shehecheyanu, tanto no novo pergaminho quanto nas novas roupas que ele usa em homenagem à ocasião. Um leitor da Torá lê o capítulo final do Livro de Deuteronômio (Deuteronômio 34:1–12) do novo pergaminho. O pergaminho é então colocado na arca em meio a mais cantos e danças. O cantor então recita o Salmo 24 com a melodia tradicional cantada em Rosh Hashaná e Yom Kippur, seguido pela recitação de versos adicionais, Aleinu e o Kaddish do Enlutado.

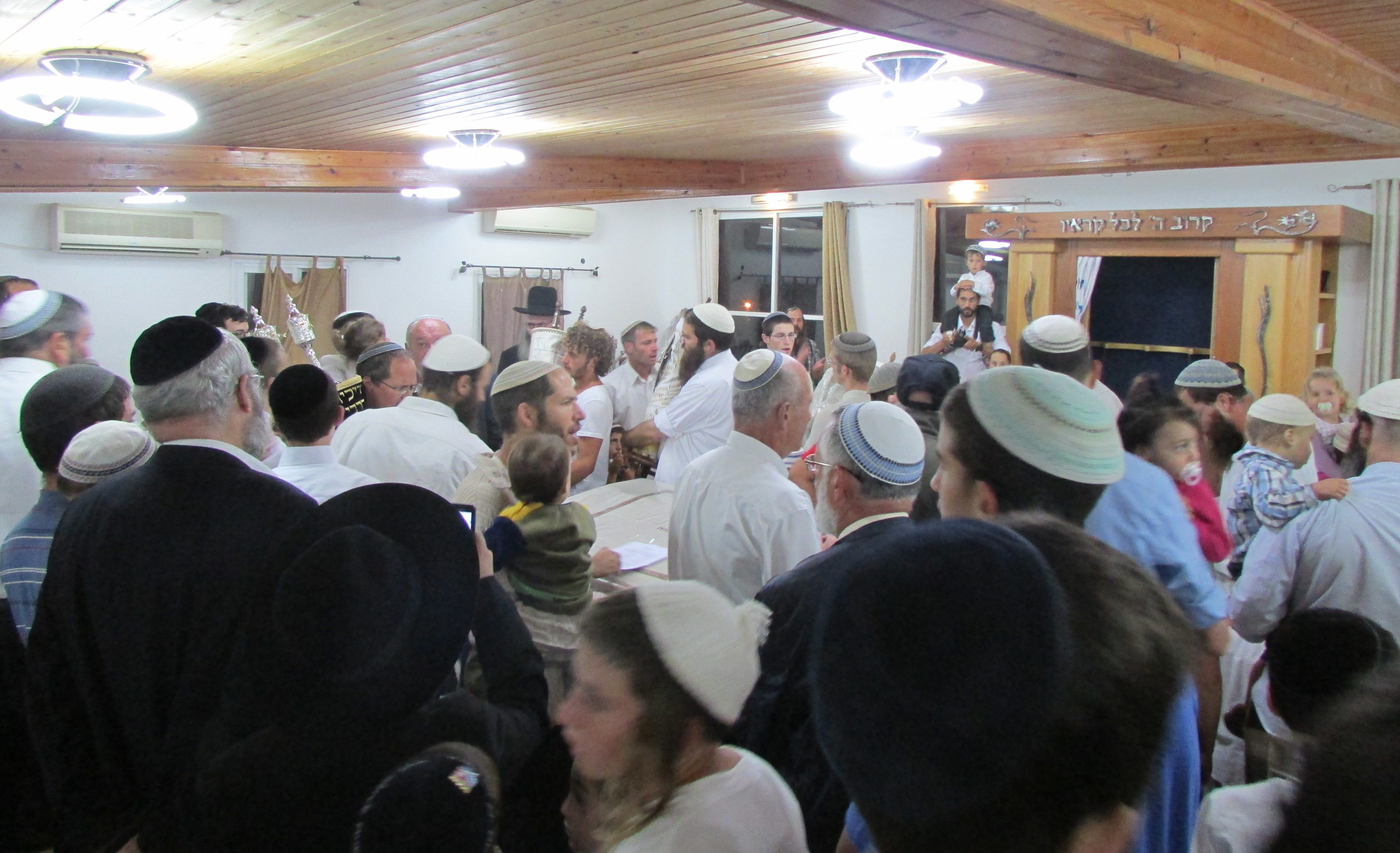
Dançando com o novo rolo da Torá e outros rolos da Torá em uma sinagoga em Amona

Todos os presentes então se sentam para uma seudat mitzvah (refeição festiva) na qual o Rav da congregação e outros estudiosos da Torá discursam sobre assuntos pertinentes à importância da Torá, como valorizar o estudo da Torá, apoiar estudiosos e instituições da Torá e viver um estilo de vida da Torá.